# Xochiltepec (kommun)
Xochiltepec är en kommun i Mexiko.   Den ligger i delstaten Puebla, i den sydöstra delen av landet, 120 km sydost om huvudstaden Mexico City. Antalet invånare är 3 187. Arean är 47 kvadratkilometer.
Terrängen i Xochiltepec är platt åt sydväst, men åt nordost är den kuperad.
Följande samhällen finns i Xochiltepec:
- Altavista